# Angèle Salawa
Angèle Salawa (Angela Salawa, Siepraw, 9 septembre 1881 - Cracovie, 12 mars 1922) est une polonaise membre du Tiers-Ordre franciscain reconnue bienheureuse par l'Église catholique.

## Biographie

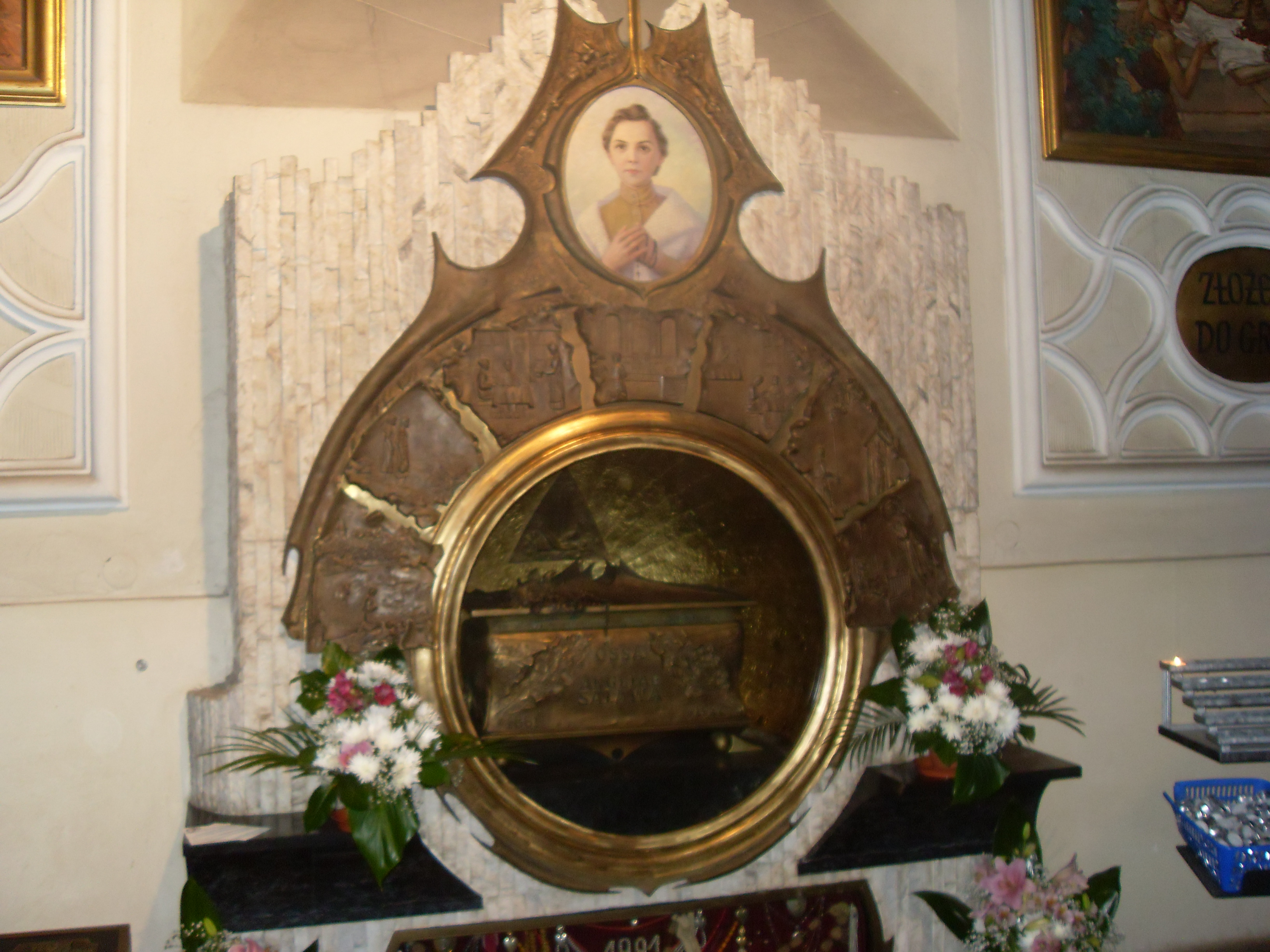
Urne d'Angèle dans l'église saint François de Cracovie

Elle naît le 9 septembre 1881 près de Cracovie. En 1894, elle est au service d'une famille puis retourne dans sa famille où elle reste jusqu'en 1897, refusant un mariage proposé par son père. Elle déménage à Cracovie pour travailler comme domestique mais doit quitter son poste car elle subit du harcelement sexuel de son employeur.
Après avoir travaillé dans d'autres familles, elle retourne à Cracovie où elle assiste à la mort de sa sœur aînée. Secouée par cette perte, elle prolonge ses prières et sa méditation à l'église et chez elle. Avec son directeur spirituel, elle se consacre à Dieu par un vœu de chasteté. Elle commence un apostolat auprès des femmes domestiques de Cracovie malgré sa santé précaire. En 1900, elle s'inscrit dans l'association Sainte Zita, qui promeut l'aide aux femmes de chambre ; elle peut ainsi exercer un apostolat parmi ses collègues de manière plus organisée.
En 1911, elle est frappée par la maladie ; elle s'unit davantage à Dieu dans la prière et la méditation. Elle raconte dans son journal intime avoir des phénomènes mystiques. Elle entre dans le Tiers-Ordre franciscain le 15 mai 1912 dans l'église des franciscains de Cracovie. Pendant la Première Guerre mondiale, elle aide les prisonniers de guerre ainsi que les blessés et les malades dans les hôpitaux de Cracovie.
En 1916, elle est licenciée de la maison où elle travaille depuis 1905 pour avoir reproché sa conduite à la maîtresse de son maître. Sa santé se détériore, elle développe une sclérose en plaques, un cancer de l'estomac et une tuberculose tandis que les phénomènes mystiques se poursuivent. En 1918, elle se retire dans une petite chambre située dans un grenier. Elle raconte ses visions dans son journal, en particulier celles de Jésus couronné d'épines. Ses amies se relaient dans sa masure pour l'aider. Finalement, elle accepte d'aller à l'hôpital Santa Zita à Cracovie, où elle meurt le 12 mars 1922 dans une extrême pauvreté.

## Culte
Son procès de béatification est ouvert le 30 mars 1981. Elle est reconnue vénérable le 23 octobre 1987 par Jean-Paul II. Elle est béatifiée par le même pape le 13 août 1991 à Cracovie, lors de sa deuxième visite apostolique en Pologne. Elle est la patronne du Tiers-Ordre franciscain polonais, des domestiques, et des personnes atteintes de sclérose en plaques par décision de la congrégation pour le culte divin et la discipline des sacrements faisant suite à une demande de l'association polonaise de la sclérose en plaques. Sa dépouille mortelle est transférée le  13 mai 1949 dans la basilique Saint-François de Cracovie.